# Titelindexierung
Die Titelindexierung ist eine der textsprachlichen Methoden zur Erschließung von Inhalten. Sie ist damit Bestandteil des Information Retrievals und der Indexierung von Dokumenten. Da die meisten Dokumente einen Titel haben, und zwar auch textlose wie Video- und Audiodateien, können sie so die ersten Schlagworte indexieren. Da Titel zudem ein eigenes semantisches Dokumentelement darstellen, sind sie eindeutig und können so auch von sehr einfachen Computersystemen ausgelesen und zur Verschlagwortung genutzt werden.
Zur Indexierung von Titeln gibt es drei Systeme:
- KWIC (Key Word In Context) – Schlagworte werden zusammen mit ihrem Kontext in unveränderter Position eingetragen
- KWOC (Keyword Out of Content), Schlagworte werden zusammen mit dem gesamten Titel als Kontext unabhängig von der eigenen Position eingetragen
- KEYTALPHA (Key-Term Alphabetical), Schlagworte werden ohne jeden Kontext in alphabetischer Reihenfolge eingetragen[2]

## Geschichte
Ursprünglich wurde die Titelindexierung bereits 1864 vom Italiener Andrea Crestadoro entwickelt. Er wurde beauftragt die archivierten Werke der Manchester Bibliothek zu indizieren und zu katalogisieren. Zu diesem Zweck nutzte er Schlagworte des Titels und entwickelte somit das heute als Keyword In Titles bekannte System. Aus dieser Urform der Titelindexierung wurde KWIC vom deutschen Informatiker Hans Peter Luhn entworfen, um auch digitale Dokumente leichter und automatisiert indizieren zu können. In diesem Zusammenhang erweiterte Luhn das System um das Leerzeichen und um Stoppworte.